# 葛城街道
葛城街道，是中华人民共和国重庆市城口县下辖的一个乡镇级行政单位。

## 行政区划
葛城街道下辖以下地区：
土城社区、凤凰社区、梧桐社区、滨河社区、东方红社区、桂花井社区、柳杨社区、东方红二村、棉沙村和庙垭村。